# ظفرآباد (ولایت جیزک)
ظفرآباد (به ازبکی: Zafarobod) یک منطقهٔ مسکونی در ازبکستان است که در ولایت جیزک واقع شده‌است. ظفرآباد ۴٬۰۰۰ نفر جمعیت دارد.